# Европейски португалски език
Европѐйският португа̀лски (познат също и като лузита̀нски португа̀лски или португа̀лски португа̀лски, на португалски: português europeu) е обозначението, определено на езиковото разнообразие на португалския език, говорещ се в континентална Португалия в автономните региони Мадейра и Азорските острови и от португалските емигранти, пръснати по света и обхащащи местните диалекти, запас от думи, граматика и правопис.
Съгласно законодателството на Европейския съюз португалският е един от официалните езици на ЕС (както и работен език на Европейския парламент, но не и на Европейската комисия), поради което в международни текстове на ЕС, както и в съответните им официални сайтове, се използва европейската норма. Преподава се и в Испания, най-вече в автономната общност в Естремадура, и в целия свят чрез Института „Камойнш“.
Поради липса на стандартни норми другите лузофонски страни (с изключение на Бразилия) следват конвенциите на европейската норма, като по този начин европейският португалски става майчин език на около 65 милиона души по света (според последни проучвания) в региони, които приемат европейския португалски.
Европейският португалски се контролира от Лисабонската академия на науките.